# Frank Beuster
Frank Beuster (* 1961 in Fockbek) ist ein deutscher Lehrer und Sachbuchautor.

## Leben
Beuster studierte nach seinem Zivildienst in Hamburg von 1982 an bis 1987 Erziehungswissenschaften und Grundschulpädagogik mit den Fächern Deutsch, Religion und Sport. Nach einiger Zeit als Grundschullehrer arbeitet er an einer Gesamtschule in Hamburg-Bergstedt und arbeitete als Seminarleiter für das „Lehrertraining“ am damaligen Institut für Lehrerfortbildung (IFL).

## Leistungen
Bekannt wurde er mit dem Buch Die Jungenkatastrophe. Der Titel spielt auf programmatische Schriften Georg Pichts an, der 1964 in der Zeitschrift Christ und Welt eine Bildungskatastrophe postulierte, wobei Picht zufolge dem katholischen Arbeitermädchen vom Lande die besondere Aufmerksamkeit der Bildungspolitik zukommen sollte. Beuster zufolge sind Sitzenbleiber, Sonderschüler oder Schulabbrecher in der Mehrzahl männlich. Frank Beuster führt dies auf den Mangel an männlichen Vorbildern im deutschen Bildungssystem und in den Familien zurück. Ein Großteil der Lebenswelt vieler Jungen werde von Frauen gestaltet. Männer seien Mangelware und oft nur noch virtuell und alltagsuntauglich vorhanden. Auf die entwicklungsspezifischen Bedürfnisse von Jungen werde im Schulalltag nicht eingegangen.
Beuster war ab 2006 in einigen Medien als Experte für Jungenpädagogik und 2007 im Rahmen einer öffentlichen Anhörung der Grünen im Landtag von Baden-Württemberg vertreten. 2009 berichtete das Magazin Der Spiegel über Beusters Projekt „Patent für Jungen“ an Hamburger Gesamtschule Bergstedt.
Vorträge und Lesungen Beusters fanden bei der Evangelischen Akademie Tutzing und weiteren Veranstaltungen im kirchlichen Umfeld statt.
Er trat auf im rbb Im Palais am 23. März 2006 und bei BR-alpha (Forum) am 12. April 2007.

## Rezeption
Sabine Mehlmann konstatierte 2009 zwei Deutungen der Debatte über das Schulversagen von Jungen – als zentrale Ursache der Schulprobleme bzw. der Benachteiligung von Jungen in der Schule werde eine Feminisierung der Bildung genannt. Die These bilde sich nicht nur in den Medien und wie bei Beusters Ratgeberliteratur, sondern auch im sozialwissenschaftlichen Fachdiskurs in zwei nicht immer trennscharf zu unterscheidenden Varianten ab. Mehlmann merkt dabei an, Beusters 2006 erschienener populärwissenschaftlicher Bestseller stünde exemplarisch für die These von der Überrepräsentanz weiblicher Erziehungspersonen bzw. Lehrkräfte, Allan Guggenbühls „Kleine Machos in der Krise. Wie Eltern und Lehrer Jungen besser verstehen“ hingegen mehr für die Annahme einer ‚Feminisierung der Schulkultur‘, die weibliches (Wohl-)Verhalten als Norm und Maßstab für Jungen gesetzt habe.
2006 erschien eine Kurzrezension in Pädagogik Unterricht.
2011 erschien in der Zeitschrift für Erziehungswissenschaft eine summarische Rezension Beusters und anderer verkaufsträchtiger Publikationen und populärwissenschaftlicher Büchern über „die Jungen“. Sie konstatiert häufig eine große Theorieferne und selektive Rezeption empirischer Ergebnisse. Der Verkäuflichkeit der Bücher tue dies in den meisten Fällen keinen Abbruch: Das Jungenthema habe auf dem Buchmarkt im Speziellen und in den Medien allgemein Konjunktur. Die Autoren vermissen eine Wiedergabe der auch bei wissenschaftlichen Publikationen mittlerweile seltenen Verweise auf die reale Vielfalt von Jungensein und Männlichkeit und Fragen nach der Bedeutung der verschiedenen sich verwirklichenden Männlichkeitskonzepte der Jungen im Bildungssystem.
Anke Gasch schreibt: „Dieses Buch ist ein wertvoller Wegweiser für alle, die mit Jungen arbeiten, die Jungen verstehen und ihnen helfen wollen, einen anerkannten Platz in der Gesellschaft zu finden.“ Das Buch wird ebenso bei Literaturempfehlungen zum Thema „Jungenförderung“ aufgeführt, so beim Gutachten des Aktionsrats Bildung zu Geschlechterdifferenzen im Bildungssystem.
Der Soziologe Rolf Pohl ordnet Beuster neben Arne Hoffmann und Gerhard Amendt als „männerbewegt radikalen Vertreter“ ein, ohne eine entsprechende Vernetzung näher anzuführen. und kritisiert eine wörtlich schwülstigpathetische Eindringlichkeit bei Formulierungen Beusters.

## ProjektVäter auf Zeit gesucht
Unter dem Motto Väter auf Zeit gesucht suchte Beuster Männer, die als Paten ihre Freizeit mit Jungen verbringen. Beuster zufolge wüchsen viele Kinder in Ein-Eltern-Familien auf, aber jedem Jungen tue eine Vielfalt von Männer-Persönlichkeiten gut. Bei dem Projekt „Paten-t für Jungen“ Beusters sollten männliche Paten für einzelne Jungen gesucht werden. Die Initiative war laut dem Spiegel 2009 vor allem erfolgreich mit Gruppentreffen an Schulen, bei denen, so das Ziel "erwachsenes männliches Vorbildverhalten, wertschätzende Zuwendung und Orientierung für ihr Leben" vermittelt werden soll, eins zu eins Patenschaften stießen auf geringeres Interesse.

## Schriften
- Die Jungenkatastrophe. Das überforderte Geschlecht., rororo, 2006; 5. Auflage, 2011, ISBN 978-3-499-61997-7 (auch elektronisch)